# Río Colorado (vattendrag i Chile, Región de Valparaíso)
Río Colorado är ett vattendrag  i Chile.   Det ligger i regionen Región de Valparaíso, i den södra delen av landet, 70 km norr om huvudstaden Santiago de Chile. Rio Colorado mynnar ut i Aconcaguafloden.
Omgivningen kring Río Colorado är i huvudsak ett öppet busklandskap och området är  ganska glesbefolkat, med 45 invånare per kvadratkilometer.